# Hanfgartentunnel
Der Hanfgartentunnel ist ein 411 m langer Eisenbahntunnel der Schnellfahrstrecke Hannover–Würzburg. Er liegt nordwestlich des unterfränkischen Marktes Zellingen, nordwestlich von Würzburg.
Die Baukosten laut Abrechnung (ohne Mehrwertsteuer) beliefen sich auf 14,1 Millionen D-Mark (rund 7,2 Mio. Euro; Preisstand: etwa 1985).

## Verlauf
Der Tunnel verläuft in nord-südlicher Richtung. Die Trasse verläuft im Tunnel dabei in einer Gerade. Die Gradiente steigt am Nordportal kurz mit 1,5 Promille an und fällt zum Südportal hin anschließend durchgängig mit 12,5 Promille ab.
Am Nordportal (Bau-Km 291,328) liegt die Schienenoberkante auf einer Höhe von 296,496 m ü. NN, am Südportal (Bau-Km 291,739) von 292,128 m. Die Überdeckung (über Bergfirst) liegt bei bis zu 27 m, an den Portalen zwischen 10 und 15 m.
Südlich des Tunnels schließt sich, nach einem kurzen Einschnitt, der Hohe Wart-Tunnel an.

### Geologie
Der Tunnel liegt in Festgestein des Oberen Muschelkalks. Etwa 18 bis 20 m unter dem Tunnel stehen Schichten des Mittleren Muschelkalks an und beeinflusst mit Gipsauslaugungen das darüber liegende Gebirge.

## Planung
Im Planungsstand von Ende 1977 war an Stelle des heutigen Tunnels ein Einschnitt vorgesehen. Auch im Herbst 1981 war noch kein Tunnel geplant.
Der Tunnel bildete, zusammen mit einem 546 m langen Voreinschnitt im Norden und einem 50 m Voreinschnitt im Süden das Los 2 eines 2.500 m langen Bauabschnitts (Bau-Km 290,800 bis 293,300), zu dem auch der benachbarte Hohe Wart-Tunnel gehörte. Der Abschnitt wurde am 23. September 1983 für eine Auftragssumme von 50.174.800 D-Mark vergeben (rund 25,7 Millionen Euro; Preisstand: 1983).
Ende März 1982 hatte der Gemeinderat von Himmelstadt, über dessen Gebiet die Strecke im Bereich des Tunnels für 1,7 km läuft, den Planfeststellungsabschnitt ohne Gegenstimmen gebilligt.
In der Planungs- und Bauphase wurde der Tunnel, gemeinsam mit dem benachbarten Hohe Wart-Tunnel, auch als Objekt 32 bezeichnet. Anfang 1982 war eine Länge von 380 m für den Tunnel vorgesehen gewesen, Ende 1983 wurde mit 376 m gerechnet.

## Bau
Der Bau begann am 24. Oktober 1983 im südlichen Voreinschnitt des Tunnels, in dem auch die Baustelle für die beiden Tunnel des Bauabschnitts eingerichtet worden war. Der Vortrieb, von Süd nach Nord, begann am 8. März 1984.
Der feierliche Tunnelanschlag wurde am 11. Mai 1984 begangen.
Die Kalotte wurde am 19. Juni 1984 durchgeschlagen, die Strosse am 18. Juli gleichen Jahres. Vom 27. August bis 5. September wurden die beiden in dem Bauabschnitt erstellten Tunnel geprüft. Am 27. September 1985 wurden die Bauarbeiten abgeschlossen, am 8. Oktober wurde der Tunnel formell abgenommen. Die Tunnelpatenschaft hatte Christa Elisabeth Berg übernommen.
Der Ausbruchsquerschnitt lag zwischen 108 und 143 m², der Nutzquerschnitt zwischen 81 und 99 m². Die maximale Ausbruchshöhe (Sohle–Scheitel) lag bei 11,60 m, die hergestellte Tunnelhöhe (Schienenoberkante–Scheitel) bei 7,78 m. Insgesamt wurden 42.000 m³ Fels ausgebrochen, für die Einschnitte und Voreinschnitte wurden 376.900 m³ Material abgetragen. Die Überschussmassen (600.000 m³) wurden auf einer Deponie bei Rohrbach deponiert; die mittlere Transportentfernung lag bei 8,0 km. Da der Bergwasserspiegel unterhalb der Tunnelsohle lag, fiel während der Bauphase nur maximal 0,5 l Tunnelwasser je Sekunde an.
Für das Außengewölbe wurden 2.610 m³ Spritzbeton eingesetzt, für das Innen- und Sohlgewölbe 7.125 m³ Beton. Insgesamt 154 t Stahl wurden für die Bewehrung der Innenschale und der Portale aufgewendet.
Mit der Errichtung war die ARGE Hanfgarten- und Hohe-Wart-Tunnel beauftragt, die aus drei Unternehmen bestand.